# Jade (album)
A Jade a Sweetbox-projekt harmadik albuma, és a második, melyet Jade Villalon énekesnővel vettek fel.
A Sweetboxnak ezen az albumán is érződik a klasszikus zene hatása. A dalok többségét Jade és a producer Geo írták. A Human Sacrifice Gabriel Fauré Pavane-jából, a Read My Mind Pietro Mascagni Parasztbecsületéből használ fel részletet. A Stay a Shakespears Sister 1992-es slágerének feldolgozása, az Always on My Mind pedig korábban Brenda Lee, Elvis Presley és a Pet Shop Boys előadásában vált ismertté. Az Alright című dalban Jade lekicsinylő megjegyzést tesz Britney Spearsre.
Kislemezen két dal jelent meg, a Read My Mind és a Here On My Own (Európában Lighter Shade of Blue címmel), de videóklip egy harmadik dalhoz, az Unforgivenhez is készült. A remixeket és akusztikus változatokat tartalmazó Jade (Silver Edition) albumhoz tartozó DVD-n mindhárom klip megtalálható.

## Kislemezek
- Read My Mind
- Here on My Own (Lighter Shade of Blue)

## Számlista
| #                 | Cím                          | Szerzők                      | Hossz |
| ----------------- | ---------------------------- | ---------------------------- | ----- |
| 1.                | Human Sacrifice              | Geoman, Villalon             | 3:19  |
| 2.                | Read My Mind                 | Geoman, Villalon             | 3:05  |
| 3.                | Unforgiven                   | Geoman, Villalon             | 3:08  |
| 4.                | Lighter Shade of Blue        | Geoman, Villalon             | 3:49  |
| 5.                | Utopia                       | Geoman, Villalon             | 3:00  |
| 6.                | Don’t Push Me                | Geoman, Villalon             | 3:14  |
| 7.                | On the Radio                 | Geoman, Villalon             | 3:12  |
| 8.                | Alright                      | Geoman, Villalon             | 3:02  |
| 9.                | Stay                         | Fahey, Levy, Stewart         | 3:32  |
| 10.               | Falling                      | Geoman, Villalon             | 3:58  |
| 11.               | Fool Again                   | Geoman, Villalon             | 3:04  |
| 12.               | Easy Come, Easy Go           | Geoman, Villalon             | 2:52  |
| Japán bónuszdal   |                              |                              |       |
| 13.               | Always on My Mind (Acoustic) | Christopher, James, Thompson | 2:48  |
| 14.               | One Kiss (Acoustic)          |                              | 3:18  |
| Tajvani bónuszdal |                              |                              |       |
| 13.               | Read My Mind (Acoustic)      | Geoman, Villalon             | 3:23  |
| 14.               | Unforgiven (Geo’s Mix)       | Geoman, Villalon             | 3:17  |